# سوسن الحمامي
سوسن الحمامي (17 أغسطس 1968 -)، مغنية تونسية. شاركت بمجموعة كبيرة من الأغاني وكانت شهرتها في ليبيا من خلال آدائها وتسجيلها عدد من الأعمال هناك. تعاملت سوسن مع مجموعة من الملحنين والشعراءالمعروفين منهم الشاعر الليبي علي الكيلاني والملحن عمر الجعفري وآخرين.
قدمت مجموعة أغاني وطنية للانتفاضة الفلسطينية بالشراكة مع أمل عرفة وجوليا بطرس وهدى العطار وخولة الراشدي وسالمين الرزوق. 
قدمت لتونس مجموعة أغاني معروفة منها الأغنية الشهيرة «لا يجيك يوم يا وطني ولا نبيعك لا يهون ربيعك». قدمت مجموعة أغاني منوعة منها: مسافر وزيد واحكيلي ويا ناس كلتني الغربية وعودت عيني بيك.
شاركت في عدة مهرجانات منها مهرجان الأغنية البديلة في ليبيا 1992، مهرجان أم المعارك 1991، مهرجان دمشق بصحبة الفنان امين خياط وفرقته بداية التسعيات. وشاركت في مسرحية حبس النساء. وتعرضت لتضييق من النظام التونسي عليها مما جعلها تترك الغناء والاختفاء عن الإعلام لسنوات.